# Вікі Воліоті
Вікі Воліоті (грец. Βίκυ Βολιώτη; нар. 14 жовтня 1971) — грецька акторка театру та кіно. Закінчила Театральну  школу Національного театру Греції у 1991 році.

## Вибіркова фільмографія
| Рік  | Фільм             | Роль   |
| ---- | ----------------- | ------ |
| 1999 | Місце злочину     | Олена  |
| 2004 | Непомітні усмішки |        |
| 2007 | Бджола у серпні   | Хільда |